# Bassiano Gatti
Bassiano Gatti (Piacenza, 1563 circa – Bologna, 1642 circa) è stato un religioso, scrittore e poeta italiano.

## Biografia
Nacque a Piacenza intorno al 1562 da Bartolomeo in una famiglia nobile. Entrò nell'Ordine di San Girolamo dell'osservanza di Lombardia, un ramo dell'Ordine di San Gerolamo nato in seguito a una riforma del XV secolo, che divenne autonomo dopo che i monasteri spagnoli tornarono nel seno dell'Ordine di San Girolamo.
Ebbe una formazione letteraria, pubblicò nel 1598 a Piacenza le Stanze in lode della miracolosa immagine della Madonna di Reggio.
Dal 1611 al 1614 fu priore del monastero di Biella, che divenne punto di ritrovo tra studiosi locali, fra cui Traiano Gromo, il giureconsulto Bartolomeo Vassallo, Melchiorre Spina, il massaro Gromo, la contessa Bertodano e il canonico Giovanni Bartolomeo Cabania, rettore del santuario di Oropa.
Nel 1620 Bassiano Gatti tornò nuovamente a Biella, dove prese parte alla solenne incoronazione della Madonna d'Oropa del 30 agosto, anche come ideatore di sacre rappresentazioni che accompagnarono i festeggiamenti. Restò a Biella come priore di San Girolamo fino al 1623. Nel 1621 fece stampare a Torino la Breve relatione dell'antichissima e mirabilissima divotione della gloriosissima Madre di Dio del monte Oroppa di Biella. La Breve relatione, pubblicata anonima, fu a lungo attribuita all'abate Ottavio Bertodano, promotore dello sviluppo architettonico del santuario. L'opera è dedicata al duca di Carlo Emanuele I di Savoia; è divisa in due parti: nella prima si delinea la storia del santuario, raccogliendo le tradizioni e le leggende locali; nella seconda sono elencati i miracoli attribuiti alla Madonna d'Oropa, desunti da un elenco del canonico Giovanni Giacomo Cabania, e sono descritti i festeggiamenti del 30 agosto 1620.
Nel 1624 Bassiano Gatti si trasferì a Bologna, centro di maggiore prestigio culturale, con l'incarico di priore del monastero di San Barbaziano; fu in contatto con l'etruscologo scozzese Thomas Dempster. Compose in questo periodo il poema epico L'Addolorata Madre di Dio, stampata nel 1626, con illustrazioni di suo fratello, Oliviero Gatti. Tradusse la Storia ecclesiastica della Scozia di Thomas Dempster, morto due anni prima, nel 1627.
Nel 1633 pubblicò il poema eroico Maria regina di Scotia, dedicato a papa Urbano VIII. Il soggetto dell'opera, la decapitazione della regina Maria Stuarda, fu presumibilmente ricavato dalla traduzione della Storia ecclesiastica.
Dal 1638 Bassiano Gatti era presente a Piacenza, dove nel 1638 pubblicò l'opera biografica Le virtuose, ed esemplari azioni del p. d. Carlo Figini (1638) e i Dolorosi affetti del peccator pentito. Nel 1640 pubblicò un volume di versi con altri tre autori: I sagri fasti della gloria della Chiesa.
Nel 1642, mentre deteneva la carica di definitore del suo Ordine, compose l'azione scenica Il martirio di Maria Stoarda regina di Scozia, che fu rappresentata a Piacenza e data alle stampe a Bologna.
Morì in tarda età, probabilmente a Bologna, intorno al 1642.